# Аль-Гашиян, Фахад
Фаха́д а́ль-Гашия́н (араб. فهد الغشيان‎, 11 августа 1973, Саудовская Аравия) — саудовский футболист, нападающий. Выступал за сборную Саудовской Аравии. Участник чемпионата мира 1994 года.

## Карьера

### Клубная
Профессиональную карьеру начал в 1993 году в клубе «Аль-Хиляль» из Эр-Рияда, за который играл недолго, до 1994 года, выиграв за это время вместе с командой Арабский кубок чемпионов, после чего, в том же году, из-за разногласий с руководством клуба, был продан в другой клуб из Эр-Рияда «Аль-Наср», чем был крайне расстроен, поскольку больше не мог играть за родной для себя «Аль-Хиляль». Особого желания выступать за «Аль-Наср» Фахад не испытывал, поэтому играл в нём недолго, до 1995 года, проведя за него всего несколько матчей, однако, став за это время вместе с командой чемпионом Саудовской Аравии. В 1995 году перешёл в нидерландский клуб АЗ из Алкмаара, в составе которого выступал до 1996 года, став первым саудовским игроком, выступавшим в европейском клубе. Всего за голландский клуб провел 9 игр, отдал две голевые передачи. После окончания аренды в Голландии вернулся в Саудовскую Аравию, где и завершил карьеру игрока, несмотря на довольно молодой возраст.

### В сборной
С 1989 года выступал за молодёжную сборную Саудовской Аравии.
В составе главной национальной сборной Саудовской Аравии выступал на чемпионате мире 1994 года, на котором забил гол в матче против сборной Швеции в 1/8 финала чемпионата Всего на чемпионате мира Аль-Гашиян вышел на поле в 2-х матчах. В 1994 году стал вместе с командой победителем Кубка наций Персидского залива. В 1995 году участвовал в составе национальной сборной в Кубке Конфедераций, в котором последний раз вышел на поле в составе сборной.

## Достижения

### Командные
Обладатель Кубка наций Персидского залива: (1)
- 1994

Чемпион Саудовской Аравии: (1)
- 1994/95

Обладатель Арабского кубка чемпионов: (1)
- 1994